# أسباير (شركة لعبة فيديو)
أسباير (بالإنجليزية:Aspyr)، هي شركة أمريكية لتطوير ونشر ألعاب فيديو، أسست سنة 1996، ومقرها بمدينة أوستن بولاية تكساس.

## الموقع الخارجي
- الموقع الرسمي
 (الإنكليزية)